# Stevenson House (East Lothian)

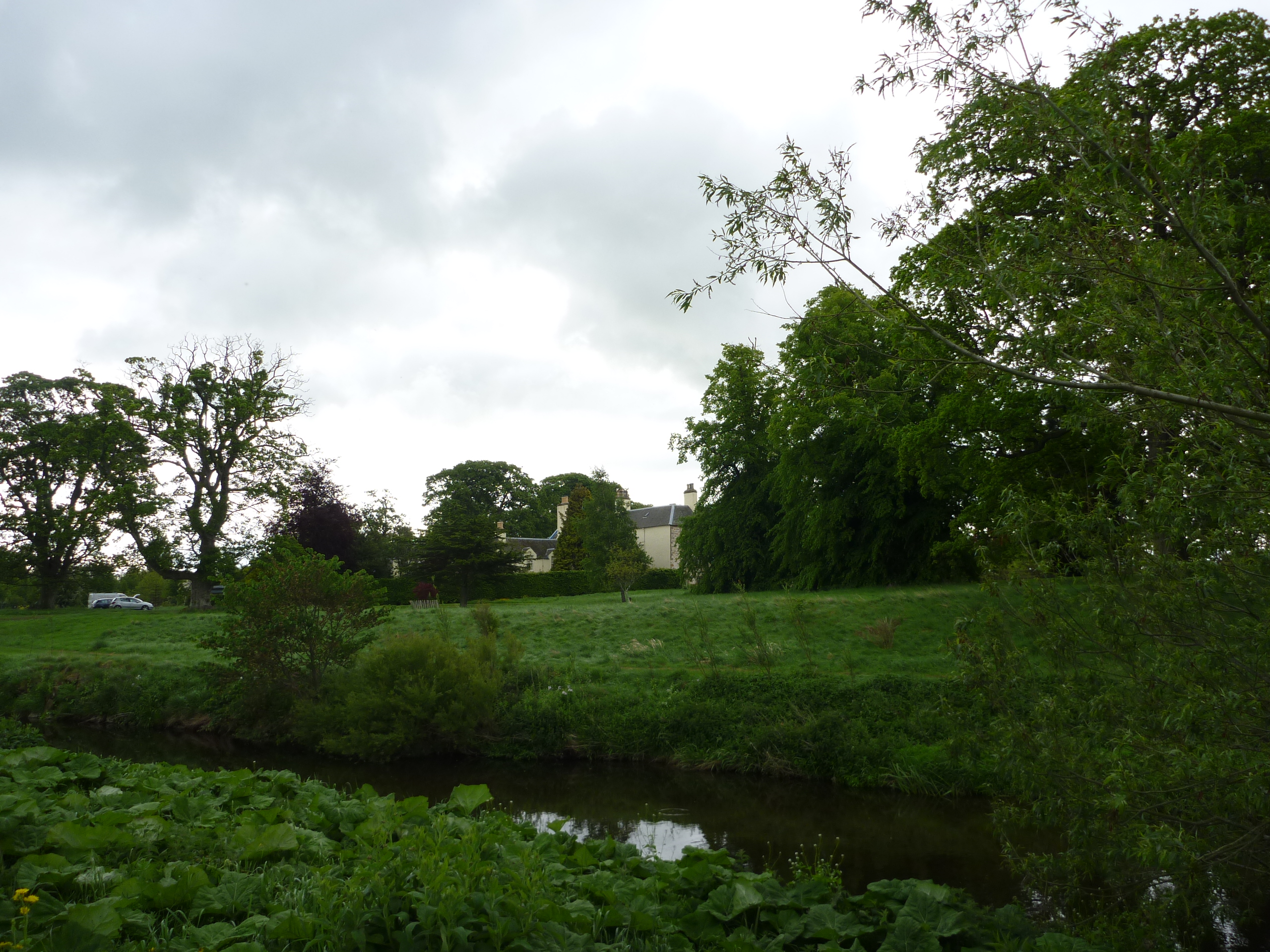
Stevenson House

Stevenson House ist ein Herrenhaus in Schottland. Es liegt rund 2,5 km östlich der Stadt Haddington in der Council Area East Lothian am Südufer des Tyne. 1971 wurde das Gebäude in die schottischen Denkmallisten in der höchsten Kategorie A aufgenommen. Des Weiteren sind die umgebenden Parkanlagen im schottischen Register für Landschaftsgärten verzeichnet.

## Geschichte
In den Aufzeichnungen des Bistums St Andrews wurde Stevenson erstmals im Jahre 1225 erwähnt. In diesem Jahr erhielt William de Gullane die Erlaubnis zur Einrichtung einer Kapelle in der Mühle von Stevenston. Zwanzig Jahre später wurde das Gebäude den Zisterzienserinnen der Abtei Haddington unterstellt. Der schottische König Robert II. schenkte die Ländereien 1359 William de Douglas. Möglicherweise um diese Zeit entstand ein Festungsbau am Standort. Dieses wurde 1544 von den Truppen Edward Seymour, 1. Duke of Somersets geschleift. 1560 entstand eine neue Festung am selben Standort, welche die Keimzelle von Stevenson House bildet.
Der Edinburgher Kaufmann John Sinclair erwarb Stevenson im Jahre 1624 und fügte die Ländereien damit den Besitztümern des Clan Sinclairs zu. Unter Robert Sinclair, 3. Baronet wurde Stevenson House substantiell erweitert. Außerdem stammen die umgebenden Parkanlagen aus dieser Zeit. Seinen heutigen Charakter erhielt das Herrenhaus jedoch erst um 1820 unter John Gordon Sinclair, 8. Baronet. In den späten 1940er Jahren wurde Stevenson House restauriert und modernisiert.